# Ramsey
Ramsey — турецька компанія, що займається виробництвом та продажем чоловічого одягу. Належить Ремзі Гюру та заснована ним у Лондоні 1972 року, має більше 150 роздрібних магазинів у 26 країнах світу.

## Історія
Компанія Ramsey заснована Ремзі Гюром 1972 року в Лондоні, коли він відкрив RTW-ательє (англ. ready-to-wear, укр. готове для одягання). 1985 року фабрики з виробництва перемістили у Туреччину в міста Карабюк та Сафранболу. 2005 року компанія перейшла від роздрібної торгівлі до продажу торгової марки. Має магазини від Дубліна до Алмати.
2012 року Ремзі підписав трирічну спонсорську угоду з британською футбольною командою «Ліверпуль».
Станом на грудень 2015 року компанія Ramsey має 155 роздрібних магазинів у 26 країнах світу.

## Ramsey в Україні
З початку 2000-х років Ramsey діють в Україні та мають свій магазин у Львові. Станом на 2021 рік працюють два салони: на площі Генерала Григоренка, 1а, та вулиці Щирецькій, 36.